# Sint-Jan Baptistkerk (Oostende)

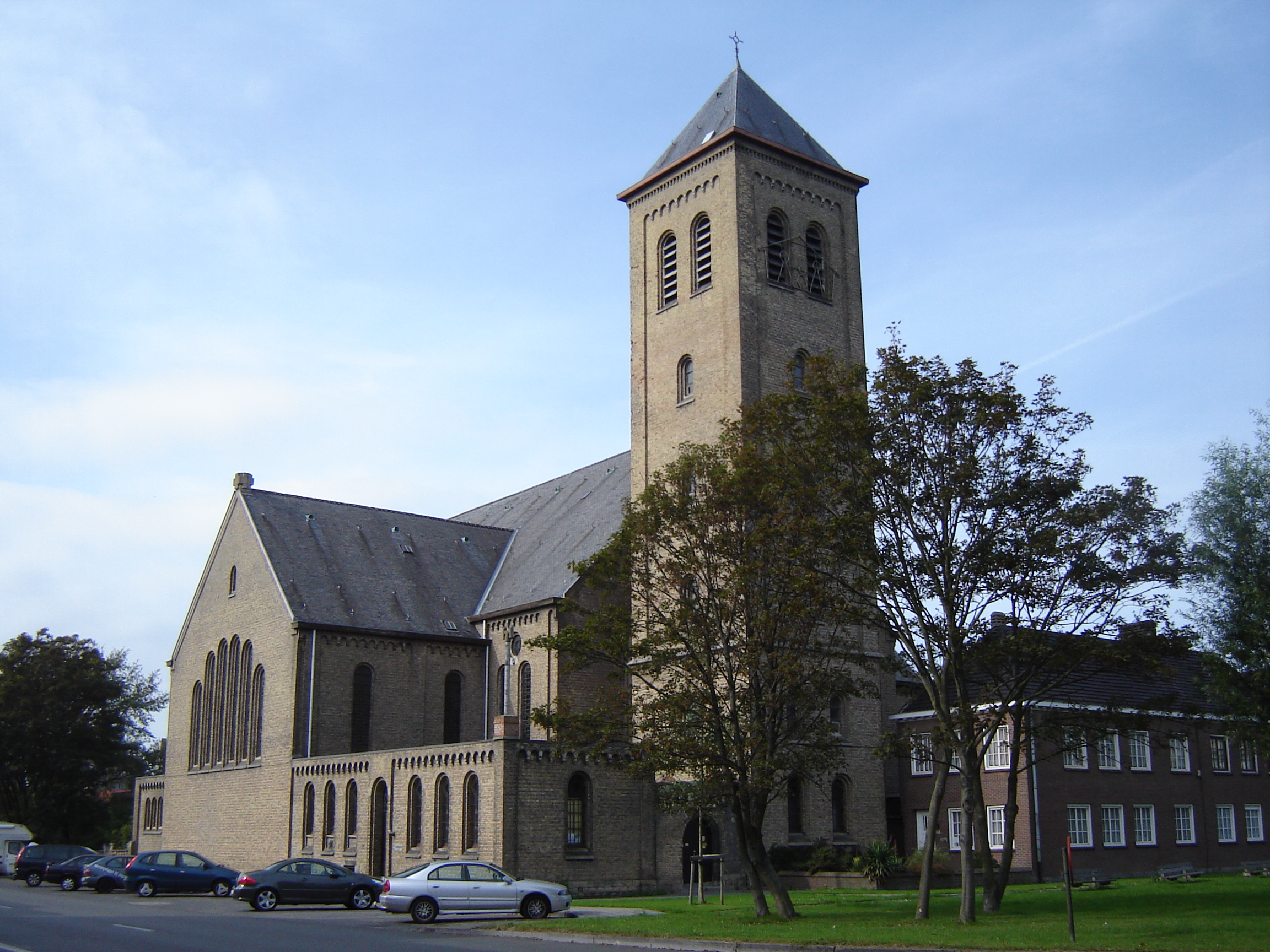
Sint-Jan-Baptistkerk

De Sint-Jan Baptistkerk is een parochiekerk in de West-Vlaamse stad Oostende, gelegen aan de Elisabethlaan.

## Geschiedenis
In 1922 werd een school en een hulpkerk gesticht die afhankelijk was van de Sint-Annaparochie te Stene. In 1924 werd een parochie opgericht, omdat men een sterke bevolkingsgroei voorzag. Van 1932-1933 werd een definitieve kerk gebouwd naar ontwerp van F. Van Welden en Isidoor Hintjens. De kerk was gesitueerd aan het toenmalig einde van de Elisabethlaan. Deze werd in de jaren '50 van de 20e eeuw echter doorgetrokken, waarbij de kerk op een eiland tussen de rijbanen kwam te staan.

## Gebouw
Deze georiënteerde bakstenen kerk is een pseudobasilicale kruiskerk waarvan het toegangsportaal geflankeerd wordt door een achtzijdige doopkapel. Aan de oostzijde bevindt zich de vierkante toren die gedekt wordt door een tentdak. De in expressionistische stijl gebouwde kerk beval neoromaanse elementen.
Opvallend werd de tekst: ECCE AGNUS DEI op de voorgevel aangebracht. Het interieur wordt gekenmerkt door paraboolbogen. De apsis wordt gesierd door een kleurrijk tegeltableau, voorstellende de verheerlijkte Christus. Het orgel is afkomstig van de Grauwzusters te Roeselare.